# مدينة الأمير فيصل بن فهد الرياضية
مدينة الأمير فيصل بن فهد الرياضية (الاسم السابق: ملعب رعاية الشباب بالملز) والمعروف اختصاراً بـ ملعب الملز، هي منشأة رياضية سعودية شيد عام 1969م ويقع في العاصمة السعودية الرياض بحي الملز، ويحوي على ملعب كرة قدم يتسع لـ18.000 متفرج، يحتوي الاستاد حالياً على مقاعد بلاستيكية من النوع الحديث بعد أمر من الاتحاد الآسيوي لكرة القدم. هو أول استاد رياضي دولي بمدينة الرياض وحتى عام 1988 كان يعد الاستاد الأكبر بالعاصمة حتى تم بناء استاد الملك فهد الدولي في ذلك العام على طراز ومواصفات عالية، تبرز أهمية هذا الملعب بكونه مستضيف أغلب مباريات الدوري السعودي المقامة بالعاصمة.
يعتبر استاد مدينة الأمير فيصل بن فهد الرياضية هو الملعب الرئيسي لأندية الهلال والرياض والشباب
```
وتقام فيه معسكرات المنتخبات وتدريبات الحكام أيضاً.
```

## مناسبات سابقة في ملعب مدينة الأمير فيصل بن فهد الرياضية
- نهائي كأس الملك 1969م - افتتاح الملعب: النادي الأهلي ونادي الشباب وإنتهت بفوز الأهلي 1-0.
- نهائي كأس الملك 1970م: النادي الأهلي ونادي الوحدة وإنتهت بفوز الأهلي 2-0.
- نهائي كأس ولي العهد 1970م: النادي الأهلي ونادي الوحدة وإنتهت بفوز الأهلي 11-5 بركلات الركنية.
- نهائي كأس الملك 1971م: النادي الأهلي ونادي النصر وإنتهت بفوز الأهلي 2-0.
- مباريات كأس الخليج العربي (1972) وحققها منتخب الكويت لكرة القدم (2014) وحققها منتخب قطر لكرة القدم.
- نهائي كأس الملك 1973م: النادي الأهلي ونادي النصر وإنتهت بفوز الأهلي 2-1.
- نهائي كأس ولي العهد 1973م: نادي النصر ونادي الوحدة وإنتهت بفوز النصر 2-1.
- نهائي كأس الملك 1974م: نادي النصر والنادي الأهلي وإنتهت بفوز النصر 1-0.
- نهائي كأس ولي العهد 1974م: نادي النصر والنادي الأهلي وإنتهت بفوز النصر 2-0.
- نهائي الدوري التصنيفي 1975م: نادي النصر ونادي الهلال وإنتهت بفوز النصر 3-1.
- نهائي كأس الملك 1976م: نادي النصر والنادي الأهلي وإنتهت بفوز النصر 2-0.
- نهائي كأس الاتحاد السعودي 1976م: نادي النصر والنادي الأهلي وإنتهت بفوز النصر 1-0.
- اعتزال لاعب الأهلي محمد عمر راجخان 1976م - كأس راجخان: النادي الأهلي ونادي الهلال وإنتهت بفوز الأهلي 2-1.
- نهائي كأس الملك 1977م: النادي الأهلي ونادي الهلال وإنتهت بفوز الأهلي 3-1.
- نهائي كأس الملك 1978م: النادي الأهلي ونادي الرياض وإنتهت بفوز الأهلي 1-0.
- نهائي كأس الملك 1979م: النادي الأهلي ونادي الاتحاد وإنتهت بفوز الأهلي 4-0.
- نهائي كأس الملك 1980م: نادي الهلال ونادي الشباب وإنتهت بفوز الهلال 3-1.
- نهائي كأس الملك 1981م: نادي النصر ونادي الهلال وإنتهت بفوز النصر 3-1.
- نهائي الدوري المشترك 1982م: نادي الاتحاد ونادي الشباب وإنتهت بفوز الاتحاد 1-0.
- نهائي كأس الملك 1982م: نادي الهلال ونادي الاتحاد وإنتهت بفوز الهلال 3-1.
- نهائي كأس الملك 1983م: النادي الأهلي ونادي الإتفاق وإنتهت بفوز الأهلي 1-0.
- نهائي كأس الملك 1984م: نادي الهلال والنادي الأهلي وإنتهت بفوز الهلال 4-0.
- نهائي كأس الملك 1985م: نادي الإتفاق ونادي الهلال وإنتهت بفوز الإتفاق بركلات الترجيح 4-3.
- نهائي كأس الملك 1986م: نادي النصر ونادي الاتحاد وإنتهت بفوز النصر 1-0.
- نهائي كأس الملك 1987م: نادي النصر ونادي الهلال وإنتهت بفوز النصر 1-0.
- نهائي كأس الاتحاد السعودي 1988م: نادي الشباب ونادي الاتحاد وإنتهت بفوز الشباب 2-1.
- نهائي كأس الاتحاد السعودي 1989م: نادي الشباب والنادي الأهلي وإنتهت بفوز الشباب بركلات الترجيح 5-4.

## التطوير
في يناير 2023 كشفت لجنة «السعودية 2027» المعنية بالملف السعودي لاستضافة بطولة كأس أمم آسيا 2027 عن الملاعب الجديدة والمطورة لاستضافة البطولة ومن بينها ملعب الأمير فيصل بن فهد، وسيشمل تطويره إزالة المضمار وزيادة الطاقة الاستيعابية والتوسع في المرافق.